# José Ferreira Franco
José Ferreira Franco, conegut com a Zequinha, (18 de novembre de 1934 - 25 de juliol de 2009) fou un futbolista brasiler.

## Selecció del Brasil
Va formar part de l'equip brasiler a la Copa del Món de 1962.

## Palmarès
Palmeiras
- Campionat paulista
  - 1959, 1963, 1966
- Torneio Rio-São Paulo
  - 1965
- Taça Brasil
  - 1960, 1967
- Torneig Roberto Gomes Pedrosa
  - 1967

Brasil
- Copa del Món de futbol
  - 1962
- Copa Roca
  - 1960, 1963
- Jocs Panamericans
  - 1963